# Jacques de La Heure
Jacques de La Heure, souvent appelé Jacob de La Hure, a été le deuxième gouverneur de l'île Bourbon, l'actuelle île de La Réunion, de 1671 à 1674. Il fit fusiller son adjoint puis fut lui-même exécuté pour ce que l'on estima être un assassinat.

## Biographie
Jacques de La Heure débarque à Saint-Denis en 1671. Sa tyrannie fait fuir certains colons vers le sud de l'île.
En 1672, des esclaves projettent de le pousser dans le précipice d’une ravine, entre Saint-Denis et Saint-Paul pour se venger de sa brutalité mais ils sont trahis. Arrivé à l’endroit appelé plus tard la Ravine à Malheur, le gouverneur tue un des esclaves pendant que les autres s'enfuient.
La Compagnie française des Indes orientales est informée de son comportement et l'ordonne, le 27  février  1673, de rentrer en France sur la Dunkerkoise. Mais celui-ci refuse. Le 19  novembre  1674, Jacob de la Haye découvre la situation de quasi-insurrection de l'île et le 22 révoque La Heure qui sera mis aux fers et rapatrié en France.
Le 1er décembre 1674, Henry Hesse d'Orgeret est nommé Gouverneur de Mascareignes.
Arrivé en France, Jacques de La Heure est jugé pour l'assassinat de son adjoint Véron et sera exécuté, pendu haut et court. 